# Cosmopterix hamifera
Cosmopterix hamifera is een vlinder uit de familie prachtmotten (Cosmopterigidae). De wetenschappelijke naam van deze soort is voor het eerst geldig gepubliceerd in 1909 door Edward Meyrick.
De soort komt voor in tropisch Afrika.